# Argis alaskensis
Argis alaskensis är en kräftdjursart som först beskrevs av Kingsley 1882.  Argis alaskensis ingår i släktet Argis och familjen Crangonidae. Inga underarter finns listade i Catalogue of Life.